# Marie-Alice Morisset
Pour les articles homonymes, voir Morisset.
 (décembre 2017).
Marie-Alice Morisset est la championne de France de vitesse de tricot 2008 et 2009 (speed knitting).
Après avoir établi un nouveau record de France lors du championnat 2008 qui s'est déroulé à la Grande halle de la Villette à Paris, en tricotant 240 Mailles en 3 minutes, Marie-Alice Morisset a remis en jeu son titre lors de l'édition 2009.
Avec plus de 500 concurrentes, l'édition 2009 du speed knitting a été une nouvelle fois remportée par Marie-Alice Morisset,, portant le record français à 242 mailles soit une maille de plus que sa dauphine cette année.